# Ordensburg

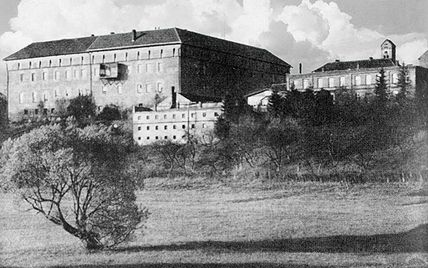
Burg Ragnit

Als Ordensburgen bezeichnet man die meist im 13. und 14. Jahrhundert von Ritterorden erbauten Burgen.

## Aufbau
Vielen Ordensburgen fehlt der sonst so typische Bergfried. Die Anlage ähnelt meist infolge des geistlichen Charakters des Ordens nach Einteilung und Zweck einem Kloster. Typisch für diese Art von Burgen ist ein annähernd quadratischer Hofraum mit Kreuzgang, umschlossen von einem Gebäudeviereck. Die Ordensburg bestand aus der Wohnung des Komturs, den Schlafsälen der Ritter (Dormitorium), der Kapelle, dem Remter (Refektorium) und dem Kapitelsaal, wovon die letzten drei in der Regel besonders stattlich und mit kunstreichen Gewölben überdeckt waren. Die größte und bekannteste Ordensburg ist die Marienburg.

## Siehe auch

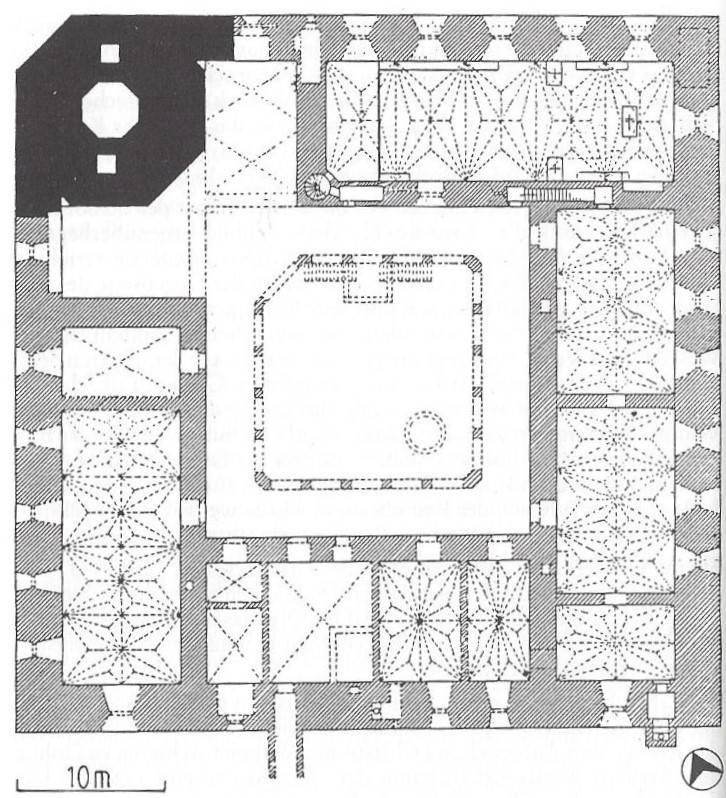
Grundriss der Burg Schlochau